# イースト・グランド・バハマ
イースト・グランド・バハマ（英語: East Grand Bahama）はバハマの県である。県都はハイ・ロック。

## 隣接行政区画
- ウェスト・グランド・バハマ
- グランド・キー
- ノース・アバコ